# ハリーファ大学
- カリファ大学
- ハリファ大学

ハリーファ大学（アラビア語：جامعة خليفة、英語：Khalifa University）は、アラブ首長国連邦アブダビアブダビ市に本部を置く総合大学。
2017年、ハリーファ・ビン・ザーイド・アール・ナヒヤーンUAE大統領が発布した法令により設立された公立大学である。国家の脱石油時代の将来に貢献する、知識基盤の経済を支援する目的で設立された。2007年設立のハリーファ科学技術研究大学に、2つの学術機関を統合する形で成立した。
学生は約3500人で、女子学生が60%を占めている。
QS世界大学ランキングでは近年上昇しており、2018年までは400-500位だったが、2023年には181位になった。UAE1位、アジア28位である。

## 歴史
- 1989年、エミレーツ・テレコミュニケーションズ社が、工学および応用科学の分野における人材育成を目的として、シャールジャにエティサラット大学（男子大学）を設立。
- 2000年、石油・ガス産業の国際的な教育・研究拠点として「石油学会」が設立される。アブダビ国営石油会社（ADNOC）とその海外パートナーからの資金援助により、石油学会は2006年夏に最初のエンジニア集団を卒業させた。同年秋には最初の女子学生が入学した。
- 2007年、ハリーファ科学技術研究大学(KUSTAR)が大統領令により設立され、新進科学者に幅広い工学プログラムを提供するようになった。同年、エティサラット大学校がKUSTARに吸収された。また、2007年には、先進エネルギーと持続可能な技術に焦点を当てた地域初の研究集約型大学院大学として、マスダール科学技術研究所が大統領令により設立された。
- 2017年、大統領令により、KUSTAR、マスダール科学技術研究所、石油学会が統合され、ハリーファ科学技術大学になった。結局、ハリーファ大学という、科学、工学、医学の幅広い分野をカバーする総合大学になった。[6]